# Camera 66
I Camera 66 sono un gruppo musicale post-rock italiano.

## Storia del gruppo
I Camera 66 si formano a Ferrara nel novembre 2003. Dopo poco più di un anno di lavoro registrano presso l'NHQ di Ferrara il loro primo album Nessuna fretta di partire prodotto dalla stessa band con la collaborazione di Gigi Battistini e Manu Fusaroli. L'album viene presentato nell'aprile 2005. Alternando performance live al lavoro in studio, pubblicano nel 2008 il secondo lavoro In sospeso prodotto dalla band e distribuito da Audioglobe che ottiene ottime recensioni a livello nazionale. L'album si avvale della collaborazione di Stefano Marcolini e dello scrittore Marco Mancassola.
Il 25 aprile 2008 in collaborazione con la compagnia di danza contemporanea Urbani Guerra e la partecipazione di Stefano Marcolini hanno messo in scena lo spettacolo Memorie dal sottosuolo-Spettacolo liberatorio presso il teatro De Micheli di Copparo basato su brani tratti da In Sospeso. Proseguono nel frattempo le performance live affiancati ad artisti come Le luci della centrale elettrica, Zen Circus, Giorgio Canali & Rossofuoco. Dopo una pausa di un paio d'anni la band torna in studio modificando il suo approccio alla composizione orientata sempre più verso l'improvvisazione post strutturale e una ancor più marcata ricerca sonora. Il risultato è Stasi, terzo album pubblicato nel 2015 e promosso con diverse performance live tra le quali il Tora Tora! festival di Cagliari nell'agosto 2016. Attualmente stanno lavorando al quarto album.

## Formazione
- Alessandro Biancani - batteria, samples
- Patrick Altieri - piano, rhodes, synth
- Cristian Altieri - chitarra, efx
- Alex Giatti - basso

## Discografia

### Album in studio
- 2005 – Nessuna fretta di partire CD, Italia
- 2008 – In sospeso CD, UnhipRecord/Audioglobe, Italia
- 2015 – Stasi, CD, Frame by Frame Records, Italia

### Raccolte
- 2005 – Hight Foundation, CD, Bz Records/Audioglobe
- 2006 – Natural Born Rockers CD, NHQ Rec